# Хасанкули-хан
Хасанкули-хан (узб. Hasanqulixon; ?—1524, Ургенч) — третий представитель узбекской династии Шибанидов, который в 1519—1524 годах правил в Хорезмском государстве (Хивинском ханстве).

## Происхождение
Хасанкули-хан был сыном Абулек-хана и потомком правителя Узбекского улуса Йадгар-хана.

## Приход к власти
Хасанкули-хан пришел к власти после смерти Султан Хаджи-хана в 1519 году. На ханский трон он был возведён в Ургенче. Сторонники мотивировали права Хасанкули-хана на верховную власть его старшинством среди остальных претендентов Шибанидов-Арабшахидов. Группа узбекских султанов — сторонников Султан-гази выступили против, и около Хорасанских ворот Ургенча произошло сражение, в ходе которого погибли и отдельные представители династии, в том числе и младший сын Аминек-хана Агана-султан, который был также приглашён из Дешт-и Кипчака для борьбы против сторонников Хасанкули-хана. Жители осаждённого Ургенча некоторое время оказывали сопротивление, стойко обороняя город, так как смена власти влекла за собой новые поборы со стороны победителей. Однако продовольственные запасы вскоре истощились и начался голод. .В 1524 году, спустя четыре месяца после осады Ургенч был взят, Хасанкули-хан и его старший сын Билал-султан казнены 
На престол Ургенча был возведён Суфиян-хан (1525—1535) — один из сыновей Аминек-хана, с правлением которого власть в Хорезме окончательно утвердилась за представителями дома Аминек-хана.